# Siegwart Ehrlich
Siegwart Ehrlich, född den 17 december 1881 i Leipzig , död den 20 januari 1941 i Barcelona var en tysk schlagerkompositör. Ehrlich, som var jude, lämnade 1933 Tyskland och flyttade till Spanien.
Ehrlich, även känd under pseudonymerna Victorio och Sydney Ward, komponerade ett flertal melodier som blev mycket populära. Bland dessa märks Niggerpiccolo (1919) och Amalie geht mit 'nem Gummikavalier (1927), den sistnämnda från kabarén Streng Verboten . 
Amalie... har tolkats av flera artister, däribland Max Raabe och M.A. Numminen.

## Revyer/kabaréer
- Streng verboten (1927)
- Schön und schick (1928)

## Filmografi
- Der Tanz in Glück (1930)